# Langeleik

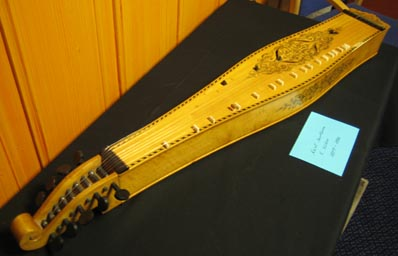
Langeleik.

La langeleik est une cithare à bourdon typiquement norvégienne. C'est un instrument ancien remontant au XVIe siècle et qu'on utilise rarement de nos jours. Il existe également les appellations "langhørpu"  et "langspill". C'est une cousine de l'épinette des Vosges.

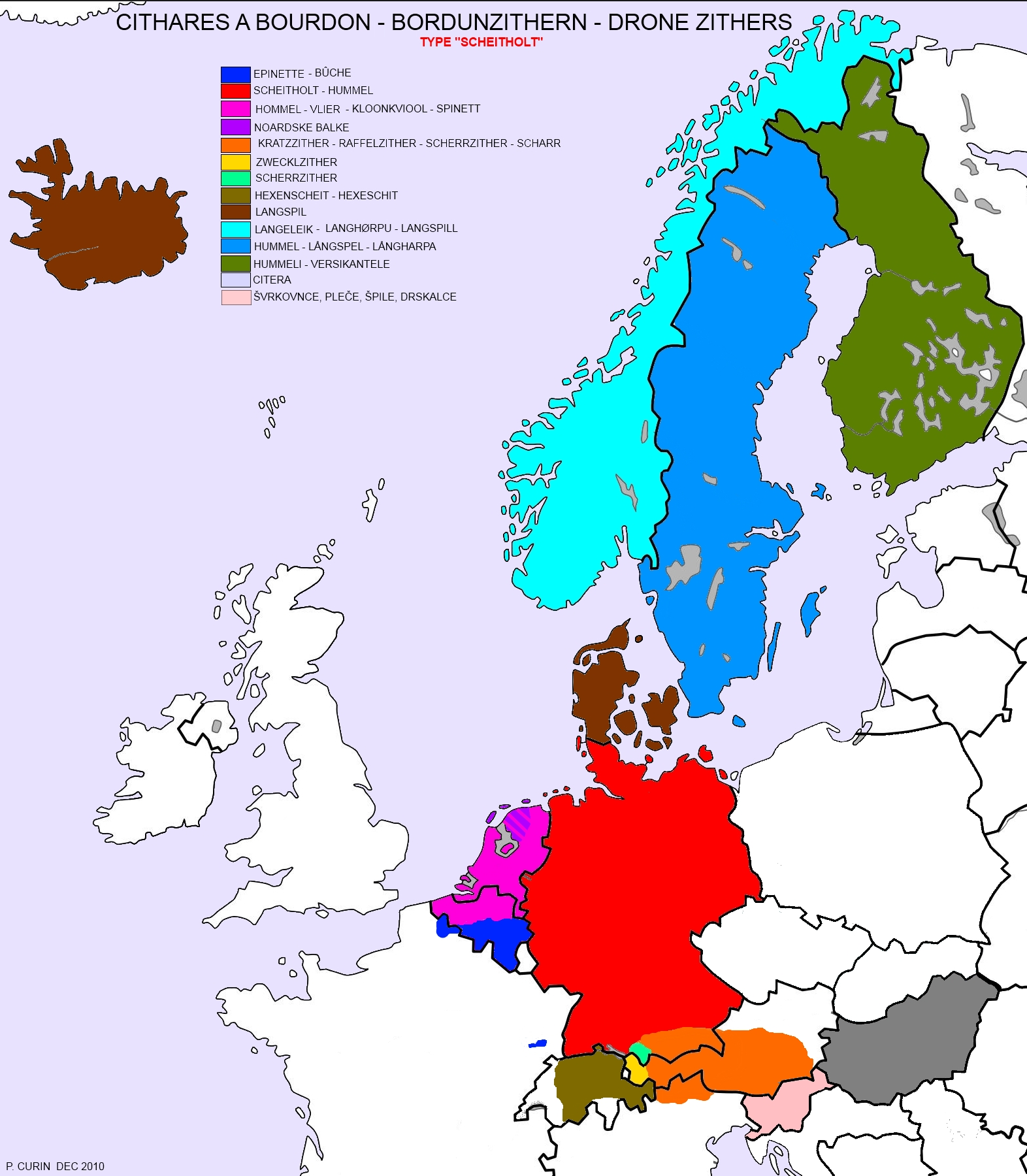
Répartition des cithares à bourdon type scheitholt en Europe.

## Facture
Les anciennes versions sont rectangulaires, mais les modernes tendent à s'arrondir. Des petits sillets jalonnent la table d'harmonie afin de délimiter les emplacements de jeu.

## Jeu
Il y a une corde de jeu et de quatre à huit cordes de bourdon, qu'on joue à vide et qu'on accorde en tierce. Le répertoire est diatonique, vu les faibles possibilités de jeu.
L'une de ses plus grands interprètes du siècle fut Elisabeth Kværne.